# Germaine de Staël
Anne-Louise Germaine de Staël-Holstein (Madame de Staël), född 22 april 1766 i Paris, död 14 juli 1817 i Paris, var en fransk författare och salongsvärd. Hon skrev också sina memoarskildringar om tiden under franska revolutionen.

## Biografi
Germaine de Staël var dotter till den schweiziske bankiren samt finansministern Jacques Necker och salongsvärden Suzanne Curchod. Från 1786 var hon gift med den svenske ambassadören Erik Magnus Staël von Holstein (död 1802). Germaine de Staël höll under revolutionens dagar välbesökt litterär salong med framträdande gäster som bland annat markis La Fayette, och hon kallades därför ofta Reine de Paris ("Paris drottning"). Liksom sin far var hon anhängare av revolutionens progressiva ideal, något som inte minst kom till uttryck i de egna verken, som i till exempel Delphine (1802), där hon förtäckt angrep den kyrkliga vigseln och äktenskapets oupplöslighet samt i den erotiska romanen Corinne ou l'Italie (1807). Hon skrev även ett märkligt verk om den tyska nationen, De l'Allemagne (1810).
En parlamentarisk och doktrinär liberalism efter engelskt eller amerikanskt mönster blev sedermera hennes på flera sätt under olika skeden modifierade grunduppfattning. 1788 publicerades för vänkretsen ett arbete av madame de Staël, Lettres sur les ouvrages et le caractére de Lettres sur les ouvrages et le caractère de Jean-Jacques Rousseau, som lade grunden till hennes ryktbarhet. Faderns flykt 1790 till slottet Coppet vid Genèvesjön var förspelet till revolutionära våldshandlingar, som drev även dottern till samma fristad under Septembermorden 1792. Återkommen till Paris 1795, höll hon där litterär salong och kom i kontakt med regeringen. Hon misstänktes 1797 för att vara delaktig i dess statskupp mot de lagstiftande råden.
Hennes salong, vid denna tid den förnämsta i Paris, var en härd för intrigerna mot Napoleon I, som i oktober 1803 förbjöd henne att vistas inom fyrtio mils avstånd från Paris. Detta blev anledningen till madame de Staëls utländska resor. Hon besökte Weimar, där storhertigen Karl August gav henne ett varmt emottagande, samt därefter Berlin och Wien, varifrån hon kallades till Coppet och faderns dödsbädd. Hon besökte också Italien, vars natur och konstnärsliv gav upphov till Corinne ou l'Italie, hennes mest berömda roman. Dessa år tillbringades omväxlande i Frankrike och på resor genom Tyskland (andra tyska resan 1807, efter vilken hon övergick till katolicismen) eller i Coppet, där hon omgavs av ett fullkomligt vetenskapligt och konstnärligt hov, bland vars förnämsta och trägnaste uppvaktande räknades Karl Viktor von Bonstetten, historikern Jean Charles Léonard de Sismondi, August Wilhelm Schlegel, som var hennes söners guvernant och Benjamin Constant (det senare vänskapsbandet bröts 1808).
1810 hamnade hon i konflikt med Napoleon I. De l'Allemagne beslagtogs och hon tvingades i landsflykt, först till Ryssland, och senare via Sverige till Storbritannien där hon umgicks bland annat med den Brittiska diktaren Lord Byron. Under året i Stockholm 1812–1813 bländade hon den lilla litterära kretsen med sin vältalighet, något som till och med överväldigade den annars inte särskilt talträngde kronprinsen Karl Johan alias Jean Baptiste Bernadotte (och med vilken hon bland annat diskuterade hans utsikter att bli kung av Frankrike). Hon saknade nämligen – som Alf Henrikson påpekar i sin S – en uppslagsbok (1994) – "enligt alla samtida källor förmågan att lyssna". Madame de Staël hade stor betydelse genom att hon förberedde den romantiska perioden i Frankrike.

## Översättningar till svenska
- Delfine (översättning: Herman Anders Kullberg, Örebro, tryckt hos Nils Magnus Lindh, 1803-1804)
- Pauline. Stockholm: Peter Sohm. 1806. Libris 20216969. http://hdl.handle.net/2077/52114
- Corinna, eller Italien, del 1. Stockholm. 1808. Libris 19694912. http://hdl.handle.net/2077/47507
- Corinna, eller Italien, del 2. Stockholm. 1808. Libris 19596310. http://hdl.handle.net/2077/45797
- Corinna, eller Italien, del 3. Stockholm. 1809. Libris 19643065. http://hdl.handle.net/2077/46086
- Corinna, eller Italien, del 1-3. Översättning: Anna Cabak Rédei, Palaver press, Lund, januari 2023.
- Napoleons dröm eller Enghiens skugga i Moskwa (anonym översättning, Stockholm: Strinnholm och Hæggström, 1813)
- Tankar om Sjelfmord (Réflexions sur le suicide) (översättning: Carl Erik Rademine, Elméns och Granbergs tryckeri 1814)
- Reflexioner öfver Franska revolutionens vigtigaste händelser. Stockholm. 1818-1819. Libris 2240717. http://hdl.handle.net/2077/52071 - Considérations sur les principaux événemens de la révolution françoise (anonym översättning, Stockholm, 1818-1819)
- Friherrinnan Staëls tioåriga landsflykt (Dix années d'exil) (anonym översättning, Stockholm, tryckt hos Fr. B. Nestius, 1822) (Tio år av landsflykt, översättning och efterord Anna Cabak Rédei, Bakhåll, 2009)
- Corinne. Levande litteratur. Swahn Jan Henrik (översättning), Fjelkestam Kristina (efterord). [Stockholm]: Natur & Kultur. 2022. Libris gwsxtwvwdq1mcplq. ISBN 9789127178847